# 興恩
興恩（1826年—1883年），字耀廷，号承斋，苏完地方富察氏，内务府满洲正白旗人。興恩是道光二十九年己酉科举人，咸丰二年壬子科三甲同进士出身，经过考试获选成为翰林院庶吉士、侍读学士；同治四年任光禄寺卿；六年任大理寺卿；九年左副都御史；光绪元年授盛京工部侍郎。

## 家族
- 曾祖父傅巖，内务府总管大臣；
- 祖麟瑞；
- 伯祖徵瑞，内务府总管大臣；
- 父明昌，道光甲午举人，安徽知县；
- 妻闫佳氏；
- 族亲良卿，乾隆壬戌进士，官至贵州巡抚、經聞，乾隆壬戌进士，翰林院编修。
- 族亲锡荣，道光丁未进士、锡荣孙貴誠，光绪十八年壬辰科进士。